# 矢野裕子 (女優)
矢野 裕子（やの ひろこ、1月23日 - ）は、日本の女優。
神奈川県出身。
上智大学国際教養学部 卒業

## 来歴
- 神奈川県に生まれる。

## 人物・エピソード
- 趣味、特技は、料理 、天体観測、英語、岡山弁、タップダンス、メイクアップ。

## 出演

### 映画
- R.U.R./渡邊　豊監督（2019）[1]
- 異人たちとの夏たんじだいご監督 主演　英子役　(2019)
- 夜風/廣瀬萌恵里監督　恵子役　(2018)

### 舞台
- 12人の怒れる男女/田辺日太演出　陪審員12番役 (2018)
- 夏の夜の夢/たんじだいご演出　ディミートリアス/クインス役 (2018)
- Secret Door/奈良橋陽子演出　チェガ役 (2017)
- Gift～星空の向こうから/たんじだいご演出　平野真沙美役(2017)
- Our Town/山内ひさし演出　Stage Manager役[英語劇］ (2016)
- Black Comedy/山内ひさし演出　Harold/Clea役[英語劇］ (2016)
- Sound of Music/山内ひさし演出　Maria/Liesl役[英語劇］ (2015)
- Steel Magnolias/山内ひさし演出　Mlynn役[英語劇］ (2015)
- 春琴抄/奥村千里演出　母役　 (2014)
- Danger Girls Working/山内ひさし演出　Phyllis/Ray役[英語劇］ (2014)
- Second　Step/ 山内ひさし演出　先生役 [英語劇］ (2013)
- Odd Couple/山内ひさし演出　Olive役 [英語劇］ (2013)
- Brighton Beach Memoirs/山内ひさし演出[英語劇］ (2012)
- Here We Are/山内ひさし演出 [英語劇］ (2012)